# روابط اسرائیل و سودان
اسرائیل و روابط سودان به روابط دیپلماتیک میان اشاره اسرائیل و سودان اشاره دارد. به‌طور رسمی، تا سال ۲۰۲۰، دو کشور روابط دوجانبه نداشتند، اما به گفته معاون وزیر منطقه ای اسرائیل ایوب قرا، آنها روابط پنهانی داشتند. در ۲۳ اکتبر سال ۲۰۲۰، اسرائیل و سودان برای اولین بار برقراری روابط رسمی دوجانبه را اعلام کردند و سودان را به پنجمین کشور عربی پس از مصر، اردن، امارات متحده عربی و بحرین تبدیل کرد که دولت اسرائیل را به رسمیت بشناسد
سودان از سال ۱۹۵۸ تا ۲۰ آوریل ۲۰۲۱ قانونی داشت که برقراری روابط با اسرائیل را ممنوع می‌کند و تجارت با شهروندان اسرائیلی و همچنین روابط تجاری با شرکت‌های اسرائیلی یا شرکت‌های دارای منافع اسرائیلی را غیرقانونی می‌داند. این قانون همچنین واردات مستقیم یا غیرمستقیم کالاهای اسرائیلی را ممنوع کرده‌است.

## تاریخ

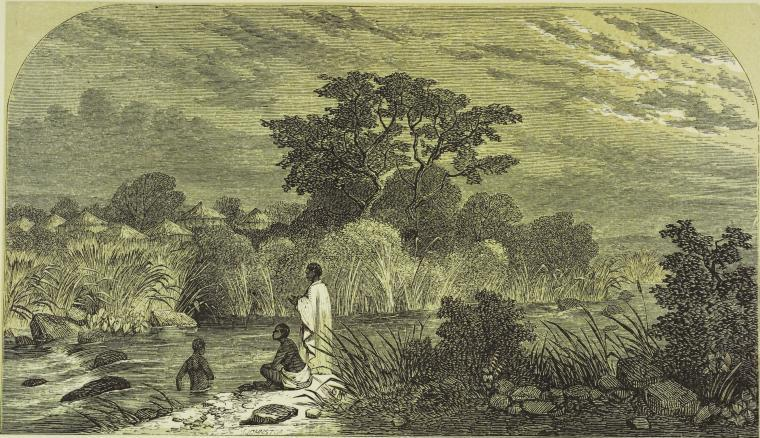
قوم فلاشا در سودان

سودان در جنگ ۱۹۴۸ اعراب و اسرائیل و جنگ شش روزه در ۱۹۶۷ با اسرائیل جنگ کرد، اگرچه در بحران سوئز شرکت نکرد. در اوایل دهه ۱۹۵۰، سودان - که آن زمان هنوز مستقل نبود - با اسرائیل روابط تجاری فعال داشت.
سودان به‌طور فعال در جنگ یوم کیپور شرکت نکرد، زیرا نیروهای سودانی برای شرکت در این کار خیلی دیر وارد شدند. اسرائیل از شبه نظامیان مسیحی که در اولین جنگ داخلی سودان و دومین جنگ داخلی سودان دخالت داشتند حمایت کرد.

### عادی سازی

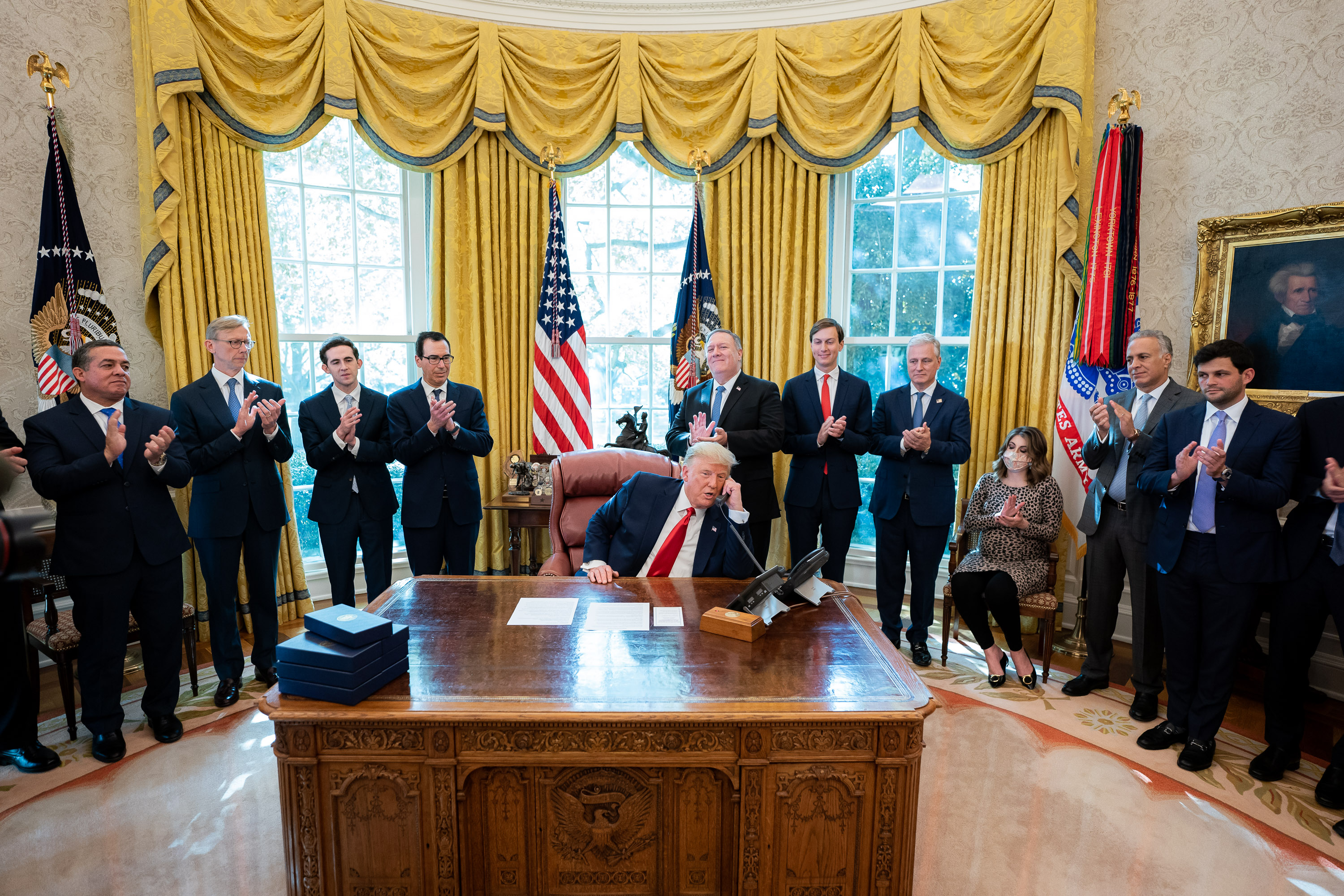
دونالد ترامپ رئیس‌جمهور ایالات متحده از دفتر بیضی، یک کنفرانس تلفنی با رهبران اسرائیل و سودان برگزار کرد که طی آن از عادی سازی مورد انتظار روابط بین این دو کشور مطلع شد، ۲۳ اکتبر ۲۰۲۰

در ژانویه ۲۰۱۶، ابراهیم غندور، وزیر امور خارجه سودان روابط عادی با اسرائیل را به شرط لغو تحریم‌های اقتصادی توسط دولت ایالات متحده آغاز کرد. عمر حسن البشیر رئیس‌جمهور سودان، با بیان اینکه در مصاحبه با روزنامه سعودی اوکاز گفت، "حتی اگر اسرائیل سوریه را فتح می‌کرد، هم اکنون تخریبی را که در آنجا اتفاق می‌افتاد، تحمیل نمی‌کرد، در اندازه تعداد کشته شدگان کنونی دیگران را نمی‌کشت و مردم را مانند اکنون اخراج نمی‌کرد. "
اسرائیل برای آزمایش و نجات یک دیپلمات، نجوا گاده آلدام که به عنوان مشاور سیاسی رئیس‌جمهور اوگاندا یووری موسونی کار می‌کرد، تجهیزات پزشکی را به سودان منتقل کرد، و بعد که بیماری گرفت و بعداً از کووید ۱۹ درگذشت.
در اوایل سپتامبر ۲۰۱۶ مشخص شد که اسرائیل با دولت آمریکا و دیگر کشورهای غربی تماس گرفته و آنها را تشویق کرده‌است که در پی قطع روابط بین کشور عربی-آفریقایی و ایران در سال قبل، برای بهبود روابط با سودان گام بردارند. کارا بعداً در یک رویداد در بئرشبع فاش کرد که با بسیاری از مقامات سودانی در تماس است و سفر اخیر یک مقام سودانی به اسرائیل را انکار نکرد. در فوریه سال ۲۰۲۰، بنیامین نتانیاهو نخست‌وزیر اسرائیل و عبدالفتاح البرهان رئیس شورای حاکمیت سودان در اوگاندا دیدار کردند و در آنجا توافق کردند که روابط بین دو کشور عادی شود. در اواخر همان ماه، هواپیماهای اسرائیلی اجازه پرواز بر فراز سودان را داشتند.
در ۲۲ اکتبر سال ۲۰۲۰، یک هیئت اسرائیلی از سودان بازدید کرد و در آنجا با عبدالفتاح البرهان برای گفتگو در مورد عادی سازی روابط بین دو کشور دیدار کردند. در ۲۳ اکتبر ۲۰۲۰، اسرائیل و سودان برای عادی سازی روابط توافق کردند.